# Себастьяно Ронконі
Себастьяно Ронконі (італ. Sebastiano Ronconi; травень 1814, Венеція — 6 лютого 1900, Мілан) — італійський оперний співак (бас-баритон) і музичний педагог. Син і учень Доменіко Ронконі, брат Джорджо Ронконі і Феліче Ронконі.

## Загальні відомості
Дебютував 1836 року в місті Лукка в опері Гаетано Доніцетті «Торквато Тассо» і згодом багато співав саме Доніцетті.
В його репертуарі також головні партії в операх Джузеппе Верді (хоча опера «Симон Бокканегра» з Ронконі в заголовній партії 1859 року в «Ла Скала» зазнала фіаско).
Гастролював в Німеччині, Іспанії, Англії, Російській імперії й США.
В сезоні 1851/1852 років з великим успіхом виступав в Італійському музичному театрі Одеси на запрошення «агенції Ланарі й Джентілі».

## Партії на одеській сцені
- Дон Карлос («Ернані» Дж. Верді)
- Герцог Альфонсо («Лукреція Борджіа» Гаетано Доніцетті)
- Батько («Луїза Міллер» Дж. Верді, лібрето Сальваторе Каммарано)
- Фігаро («Севільський цирульник» Джоаккіно Россіні)
- Амедей («Бондельмонте» Дж. Пачіні)
- «Марія ді Роган» Доніцетті
- «Лінда ді Шамуні» Доніцетті

## Учні
Співав протягом тридцяти п'яти років, а згодом став викладачем вокалу в Мілані Серед його учнів: португальський баритон Франсішку д'Андраді (1859—1921), фундатор одеської вокальної школи Юлія Рейдер (1870—1942), російський баритон Іполит Прянишников (1847—1921), російська співачка (сопрано) Марія Михайлова (Ван Путерен) (1864—1943), уродженка Харкова, російський баритон Семен Біжеїч (1837—1900), грузинський драматичний тенор Платон Какабадзе (1864—1895).